# 디젠티스
디젠티스(Disentis), 또는 무쉬테(Mustér, 로만슈어 [muˈʃteː] (도움말·정보))이고, 공식 명칭은 디젠티스/무쉬테(Disentis/Mustér)로 표기한다. 스위스 그라우뷘덴주의 주르젤바 지방에 있는 마을이자 자치제이다.
라인강 계곡의 높은 곳에 위치한 스키와 여름 관광 리조트는 스위스에서 가장 오래된 베네딕토회 수도원 중 하나이다. 수도원은 720년으로 거슬러 올라가며, 거대한 실제 복합 건물은 1696년부터 1712년까지 거슬러 올라간다.

## 역사
디젠티스는 765년에 Desertina로 처음 언급되었다. 1127년에는 monasterium Dissertinensis로 언급되었다. 디젠티스라는 이름은 고대 후기에 황량한 계곡에 사용된 라틴어 Desertina에서 유래한 것으로 추정되며, 로만슈어 이름 무쉬테는 ‘수도원’을 나타낸다.
720년경에 설립된 디젠티스 수도원은 중세 초기에 이미 그라우뷘덴주의 문화 및 정치 중심지였다. 독일 황제가 이탈리아로 가는 길에 사용했던 루크마니에 고개로 가는 길에 위치한 디젠티스는 중세 시대에 국제적으로 중요한 장소가 되었으며, 디젠티스의 대수도원장은 라인강 계곡의 영주였다. 중세 후기에는 계곡의 농민 공동체가 더 강해지고 수도원의 영향력이 줄어들었지만, 1395년에 디젠티스의 수도원장은 여전히 회색동맹(그레이 리그) 창설에 중요한 역할을 했다.
1497년 회색동맹이 구스위스 연방의 공식 동맹이 되었을 때, 연방과 가장 가까운 연결 지점인 오버알프 고개 기슭에 있던 디젠티스는 다시 전략적으로 중요한 상황에 놓였으나, 나중에 더 큰 일란츠에 그 중요성을 넘겨주었다.

## 지리

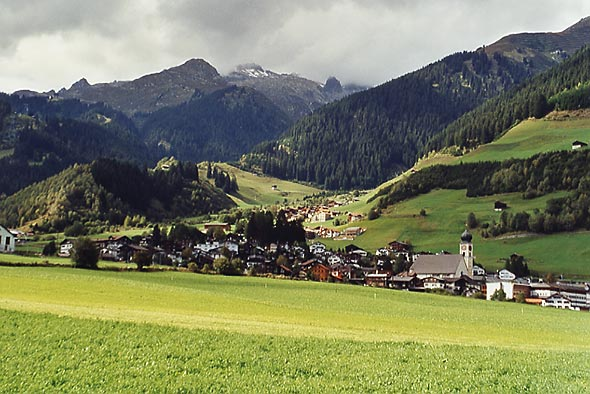
디젠티스 시내와 교회, 배경으로 클라바니프 거주지와 피츠 아울트

디젠티스/무쉬테의 면적은 2006년 기준으로 91.1 k㎡이다. 이 지역의 21.8%는 농업용으로 사용되며 22%는 산림이다. 나머지 토지 중 1.8%는 정착지(건물 또는 도로)이고 나머지(54.3%)는 불모지(강, 빙하 또는 산)이다.
2017년 이전에 시정촌은 주르젤바구(2000년 말까지 Vorderrhein 지구)의 디젠티스 하위 구에 있었다. 그것은 디젠티스 하위 지구를 구성하는 7개 시정촌 중 가장 크며 수도이다. 그것은 무쉬테-비트크의 중심 마을과 몸페-투예치(Mompé-Tujetsch), 제그네스(Segnes), 아클레타(Acletta), Funs/Clavaniev, 디즐라(Disla), 카바르디라스(Cavardiras) 및 몸페-메델(Mompé-Medel)의 이웃 마을로 구성된다. 두 몸페 마을을 제외하고 모든 마을에는 여러 개의 흩어져 있는 정착촌이 있다. 디젠티스 마을 근처 브룰프의 정착지는 1689년에 산사태로 뒤덮였다. 1963년까지 디젠티스/무쉬테는 디젠티스/무쉬테로 알려졌다.
디젠티스는 스위스 중부와 서부에서 오는 오버알프 고개와 티치노에서 오는 루크마니에 고개가 만나는 라인강 계곡의 가장 높은 계단에 위치해 있다. 브리크에서 출발하는 노선이 쿠어에서 출발하는 노선과 만나는 역이 있으며 기차와 도로를 통해 오버알프 고개를 통해 발레주까지 연결되고 라인 계곡을 따라 쿠어까지 연결된다. 루크마니에 고개 도로는 여름에 포스트버스 노선이 운행된다.

### 기후
| 디젠티스/세드룬 (1991–2020)의 기후 | 디젠티스/세드룬 (1991–2020)의 기후 | 디젠티스/세드룬 (1991–2020)의 기후 | 디젠티스/세드룬 (1991–2020)의 기후 | 디젠티스/세드룬 (1991–2020)의 기후 | 디젠티스/세드룬 (1991–2020)의 기후 | 디젠티스/세드룬 (1991–2020)의 기후 | 디젠티스/세드룬 (1991–2020)의 기후 | 디젠티스/세드룬 (1991–2020)의 기후 | 디젠티스/세드룬 (1991–2020)의 기후 | 디젠티스/세드룬 (1991–2020)의 기후 | 디젠티스/세드룬 (1991–2020)의 기후 | 디젠티스/세드룬 (1991–2020)의 기후 | 디젠티스/세드룬 (1991–2020)의 기후 |
| 월                                 | 1월                                | 2월                                | 3월                                | 4월                                | 5월                                | 6월                                | 7월                                | 8월                                | 9월                                | 10월                               | 11월                               | 12월                               | 연간                               |
| ---------------------------------- | ---------------------------------- | ---------------------------------- | ---------------------------------- | ---------------------------------- | ---------------------------------- | ---------------------------------- | ---------------------------------- | ---------------------------------- | ---------------------------------- | ---------------------------------- | ---------------------------------- | ---------------------------------- | ---------------------------------- |
| 일평균 최고 기온 °C (°F)           | 2.6 (36.7)                         | 3.5 (38.3)                         | 7.6 (45.7)                         | 11.4 (52.5)                        | 15.7 (60.3)                        | 19.9 (67.8)                        | 21.7 (71.1)                        | 21.1 (70.0)                        | 16.8 (62.2)                        | 12.8 (55.0)                        | 6.8 (44.2)                         | 3.2 (37.8)                         | 11.9 (53.4)                        |
| 일일 평균 기온 °C (°F)             | −1.1 (30.0)                        | −0.8 (30.6)                        | 2.6 (36.7)                         | 6.3 (43.3)                         | 10.4 (50.7)                        | 14.0 (57.2)                        | 15.8 (60.4)                        | 15.5 (59.9)                        | 11.7 (53.1)                        | 8.0 (46.4)                         | 3.0 (37.4)                         | −0.2 (31.6)                        | 7.1 (44.8)                         |
| 일평균 최저 기온 °C (°F)           | −4.1 (24.6)                        | −4.2 (24.4)                        | −1.3 (29.7)                        | 1.9 (35.4)                         | 5.8 (42.4)                         | 9.0 (48.2)                         | 11.0 (51.8)                        | 11.1 (52.0)                        | 7.7 (45.9)                         | 4.5 (40.1)                         | 0.1 (32.2)                         | −3.1 (26.4)                        | 3.2 (37.8)                         |
| 평균 강수량 mm (인치)              | 66 (2.6)                           | 48 (1.9)                           | 67 (2.6)                           | 83 (3.3)                           | 110 (4.3)                          | 112 (4.4)                          | 109 (4.3)                          | 133 (5.2)                          | 112 (4.4)                          | 106 (4.2)                          | 106 (4.2)                          | 74 (2.9)                           | 1,126 (44.3)                       |
| 평균 강설량 cm (인치)              | 81.1 (31.9)                        | 71.3 (28.1)                        | 54.6 (21.5)                        | 37.9 (14.9)                        | 9.0 (3.5)                          | 0.8 (0.3)                          | 0.0 (0.0)                          | 0.0 (0.0)                          | 1.0 (0.4)                          | 11.6 (4.6)                         | 51.0 (20.1)                        | 63.4 (25.0)                        | 381.7 (150.3)                      |
| 평균 강수일수 (≥ 1.0 mm)           | 8.5                                | 7.4                                | 8.5                                | 8.3                                | 11.5                               | 12.3                               | 11.8                               | 12.9                               | 9.7                                | 9.0                                | 9.8                                | 9.1                                | 118.8                              |
| 평균 강설일수 (≥ 1.0 cm)           | 10.2                               | 9.6                                | 8.2                                | 5.4                                | 1.1                                | 0.2                                | 0.0                                | 0.0                                | 0.1                                | 1.3                                | 6.9                                | 9.1                                | 52.1                               |
| 평균 상대 습도 (%)                 | 69                                 | 68                                 | 67                                 | 65                                 | 68                                 | 70                                 | 71                                 | 74                                 | 75                                 | 73                                 | 75                                 | 72                                 | 71                                 |
| 평균 월간 일조시간                 | 86                                 | 96                                 | 137                                | 141                                | 149                                | 173                                | 197                                | 183                                | 155                                | 118                                | 75                                 | 72                                 | 1,582                              |
| 가능 일조율                        | 49                                 | 48                                 | 47                                 | 43                                 | 39                                 | 45                                 | 51                                 | 52                                 | 50                                 | 49                                 | 42                                 | 44                                 | 47                                 |
| 출처: MeteoSwiss (강성 1981–2010)  |                                    |                                    |                                    |                                    |                                    |                                    |                                    |                                    |                                    |                                    |                                    |                                    |                                    |

## 인구통계
디젠티스/무쉬테의 인구(2020년 12월 31일 기준)는 2,009명이다. 2008년 현재 전체 인구의 8.9%가 외국인이다. 지난 10년 동안 인구는 -4.7%의 비율로 감소했다.
2000년 기준으로 인구의 성별 분포는 남성 51.1%, 여성 48.9%였다. 2000년 현재 디젠티스/무쉬테의 연령 분포는 다음과 같다. 219명의 어린이(인구의 10.1%)가 0~9세 사이이고 343명의 청소년(15.8%)이 10~19세이다. 성인 인구 중 207명(인구의 9.5%(20~29세))이 있다. 289명(13.3%)은 30~39세, 316명(14.5%)은 40~49세, 272명(12.5%)은 50~59세이다. 고령자 분포는 215명(인구의 9.9%)이 60세 이상이다. 그리고 69세는 169명(70~79세)은 7.8%, 80~89세는 113명(5.2%), 90~99세(1.3%)는 29명이다.
2007년 연방 선거에서 가장 인기 있는 정당은 66.8%의 득표율을 기록한 CVP였다. 다음으로 가장 인기 있는 세 정당은 SVP (17.4%), SP (9.9%), FDP (5.3%)였다.
전체 스위스 인구는 일반적으로 교육 수준이 높다. 디젠티스/무쉬테에서는 인구의 약 64.5%(25-64세)가 비필수 고등교육 또는 추가 고등교육(대학 또는 응용학문대학)을 완료했다.
디젠티스/무쉬테의 실업률은 0.79%이다. 2005년 기준으로 1차 경제 부문에 107명이 고용되어 있고, 이 부문에 약 43개 기업이 참여하고 있다. 341명이 2차 부문에 고용되어 있고, 이 부문에 29개의 기업이 있다. 719명이 3차 부문에 고용되어 있으며, 이 부문에는 102개의 기업이 있다.
역사적 인구는 다음 표에 나와 있다.
| 년도 | 인구  |
| ---- | ----- |
| 1850 | 1,260 |
| 1900 | 1,359 |
| 1950 | 2,330 |
| 2000 | 2,172 |
| 2010 | 2,111 |

### 언어
2000년을 기준으로 인구 대부분이 래토-로만슈어(75.3%)를 사용하며, 독일어가 20.4%로 두 번째로 많이 사용되고, 포르투갈어(1.4%)가 세 번째로 많이 사용된다. 시정촌의 공식 언어는 로만슈어 계열인 주르질반 방언이다. 스위스 독일어와 독일어는 대부분의 사람들이 각각 제2와 제3 언어로 사용하지만, 현지법은 로만슈어에만 있다.
디젠티스는 로만슈어, 특히 주르질반 방언의 가장 중요한 중심지 중 하나이다. 또한 수도원의 고등학교를 통해 문화 센터로서의 중요한 역할을 한다.

### 종교
2000년 인구 조사에 따르면 1,954명 또는 90.0%가 로마 가톨릭 신자이고, 79명 또는 3.6%가 스위스 개혁 교회에 속해 있다. 나머지 인구 중 정교회에 속해 있는 사람은 8명(인구의 약 0.37%)이고, 다른 기독교 교회에 속해 있는 사람은 5명(인구의 약 0.23%)이다. 이슬람교는 16명(인구의 약 0.74%)이다. 인구 조사에 포함되지 않은 다른 교회에 속한 6명의 개인(또는 인구의 약 0.28%)이 있으며, 교회에 속하지 않은 42명(또는 인구의 약 1.93%), 불가지론 또는 무신론자 및 67명의 개인( 또는 인구의 약 3.08%)가 질문에 대답하지 않았다.

## 관광

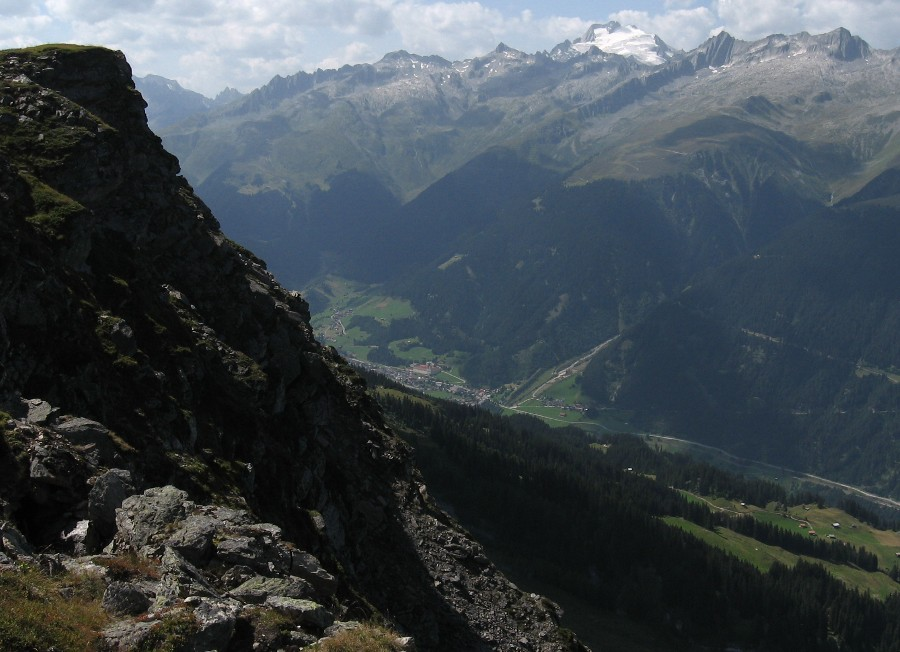
동남쪽에서 바라 본 디젠티스 계곡

관광업은 1870년경에 시작되었으며 오늘날 디젠티스는 여름에는 150km의 하이킹 코스를, 겨울에는 30km의 크로스 컨트리 트랙을 제공하는 리조트가 되었다. 알파인 스키어를 위해 2833m까지 6개의 스키 리프트가 있다. 14개의 호텔과 21개의 레스토랑이 있으며, 이웃한 세드룬과 함께 디젠티스는 호텔과 휴가용 아파트에 총 10,000개의 침대를 제공한다.

### 국가중요문화재
성 가다 대성당, 디젠티스 수도원, 디즐라의 성 루지 예배당, 아클레타의 성모 마리아 예배당 및 푼트 루세인 다리(숨비트크와 공유)는 국가적으로 중요한 스위스 문화 유산으로 지정되어 있다.

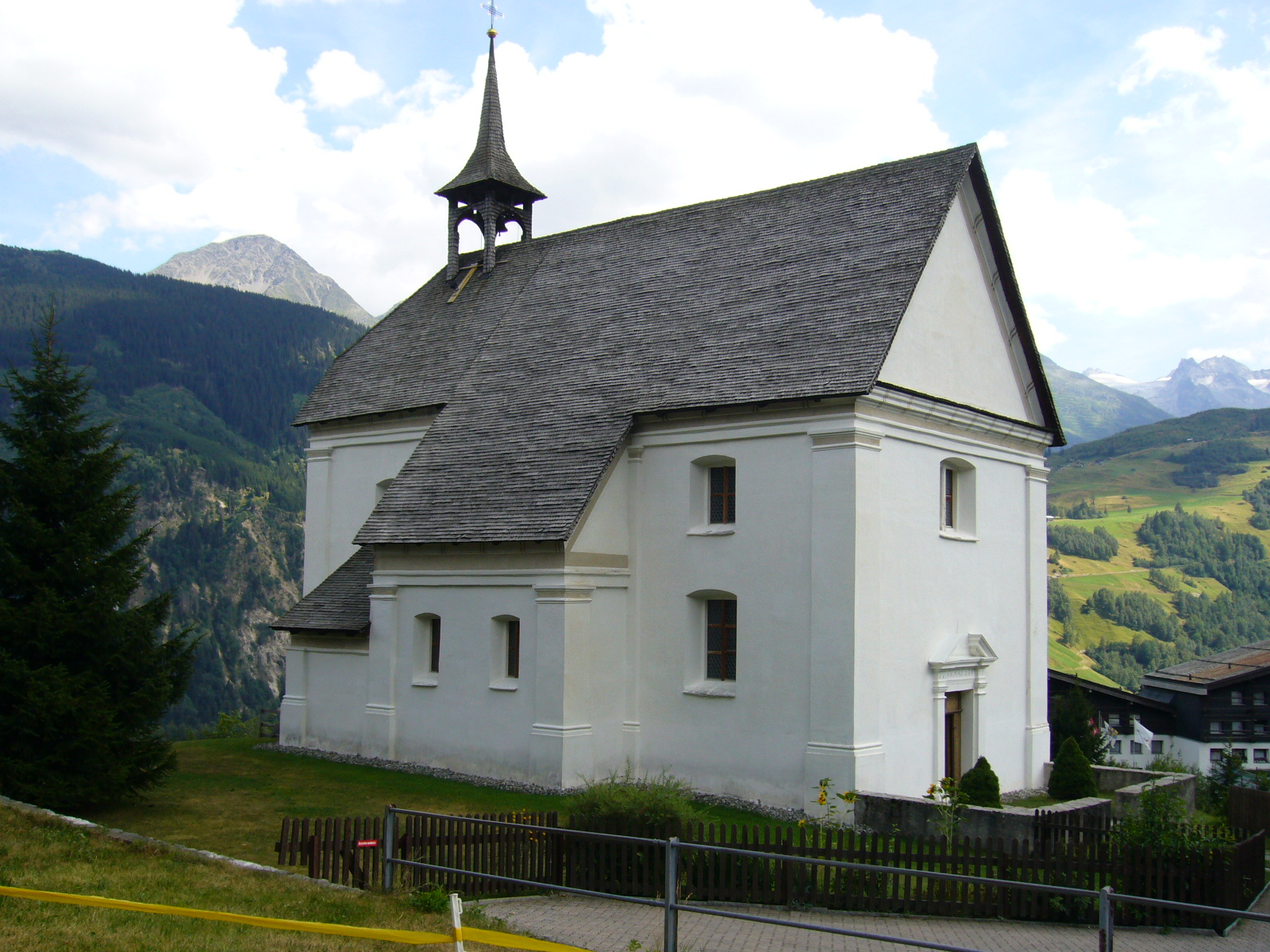
아클레타에 있는 성모 마리아 예배당
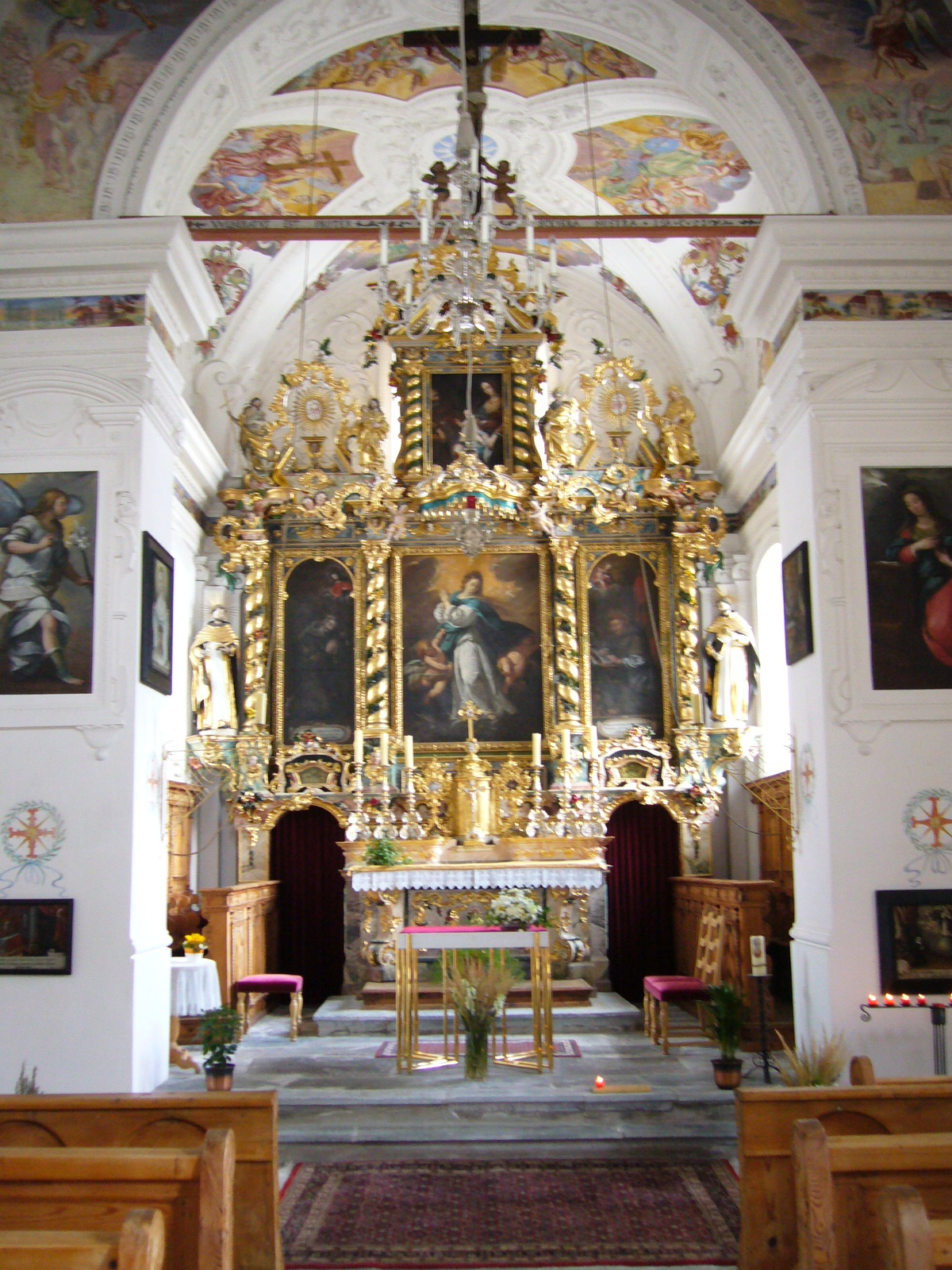
성모 마리아 예배당 내부
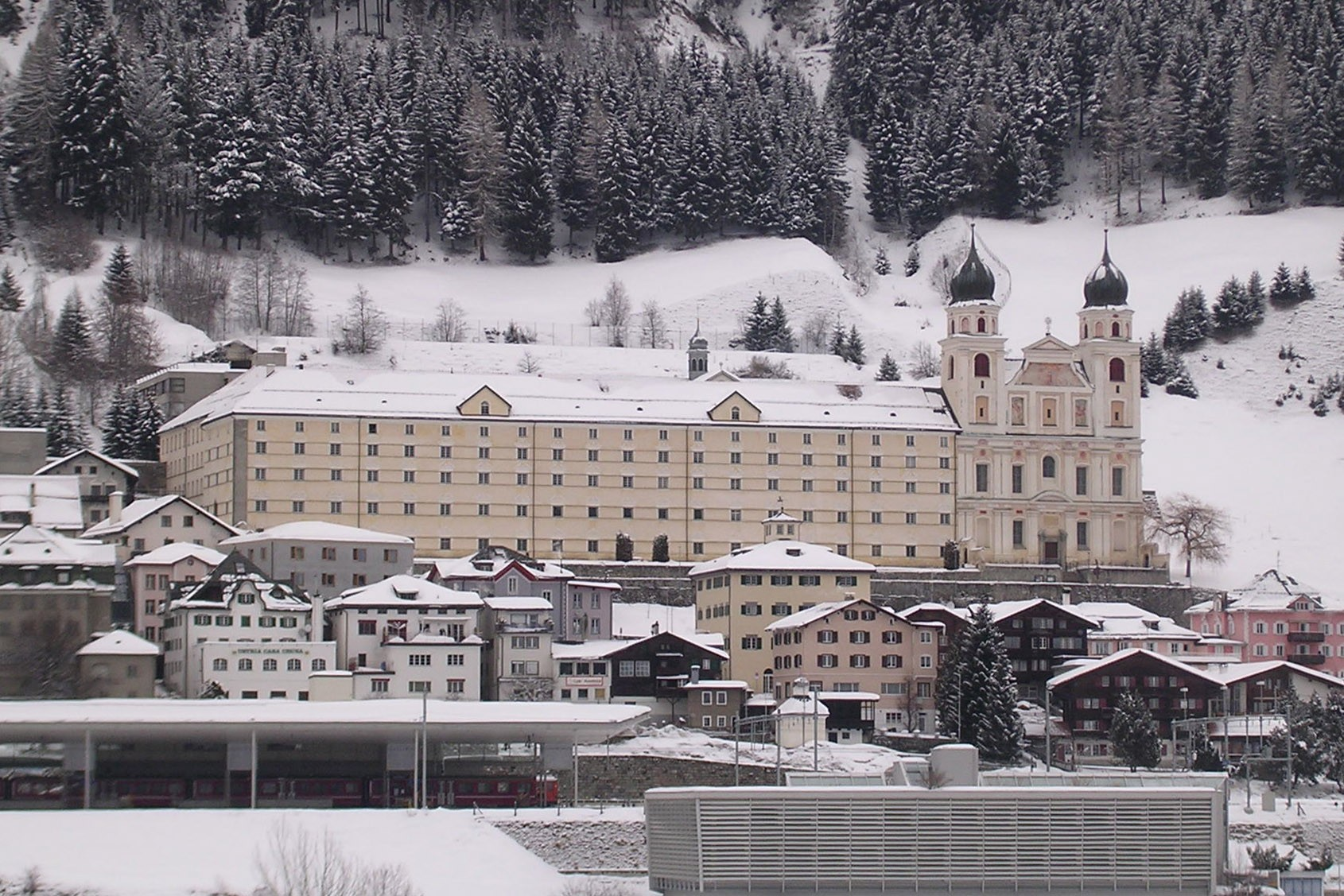
디젠티스 수도원
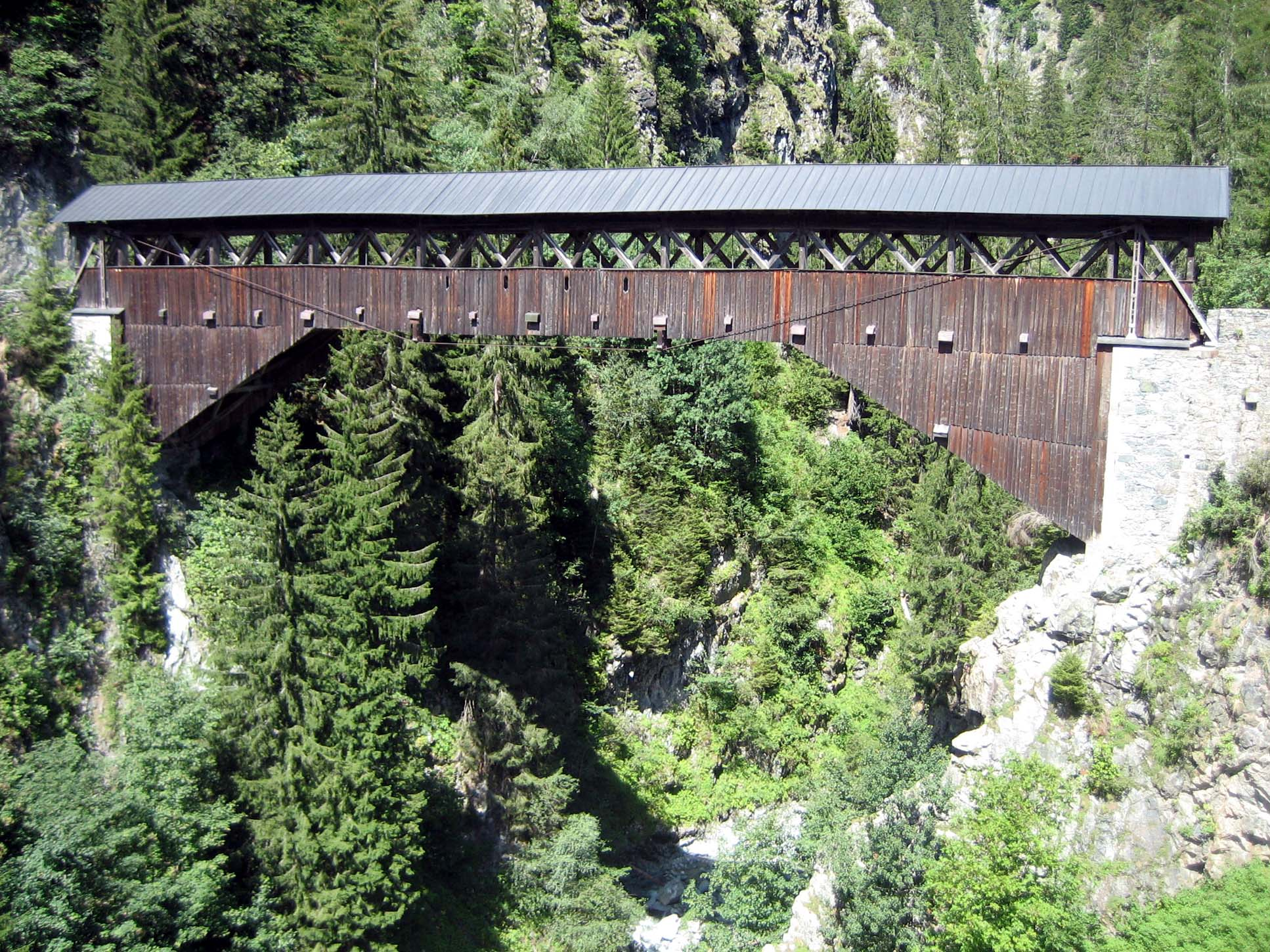
푼트 루사인교 (숨비트그와 공유)
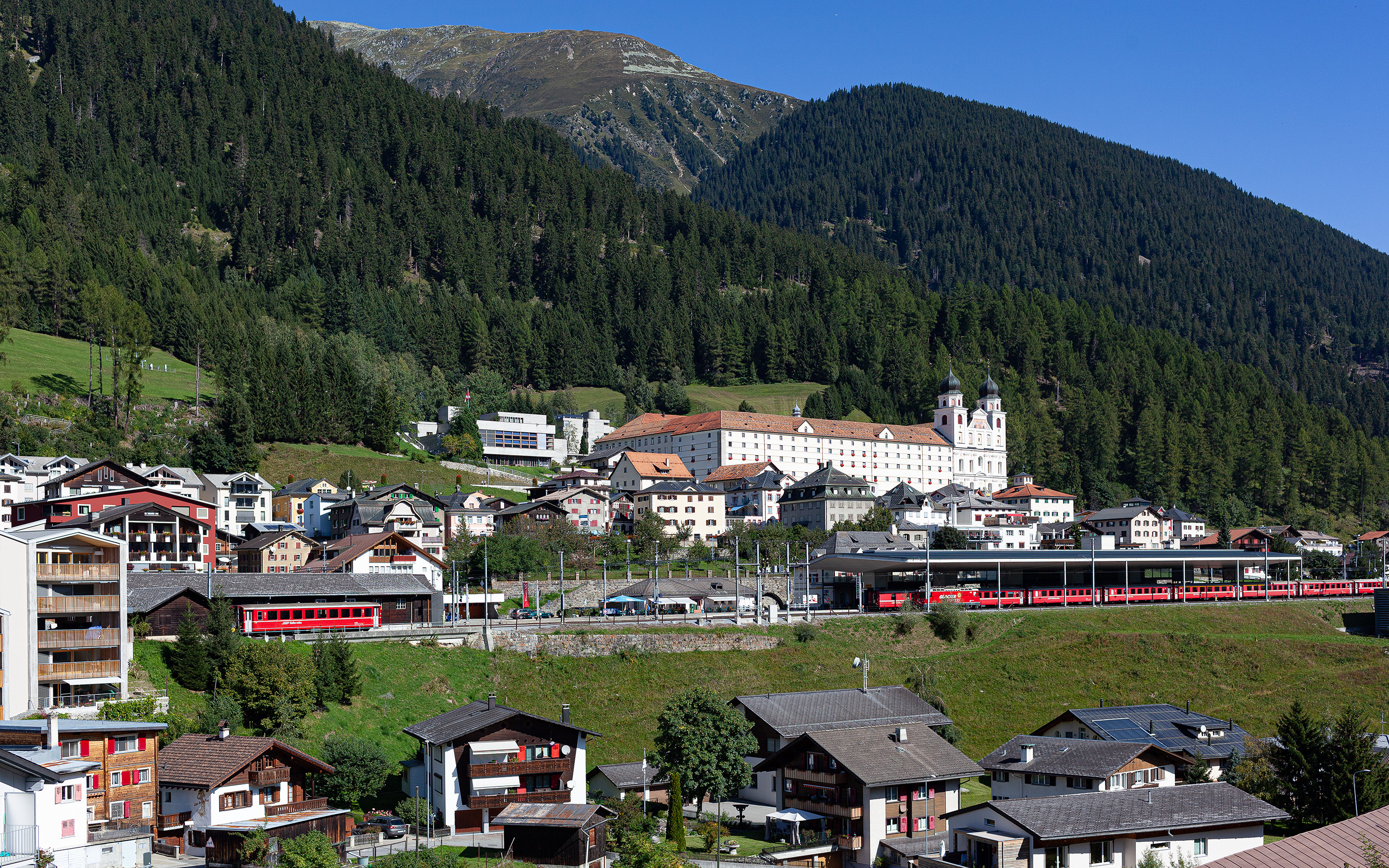
디젠티스 수도원, 비아 루크만 전경

## 교통

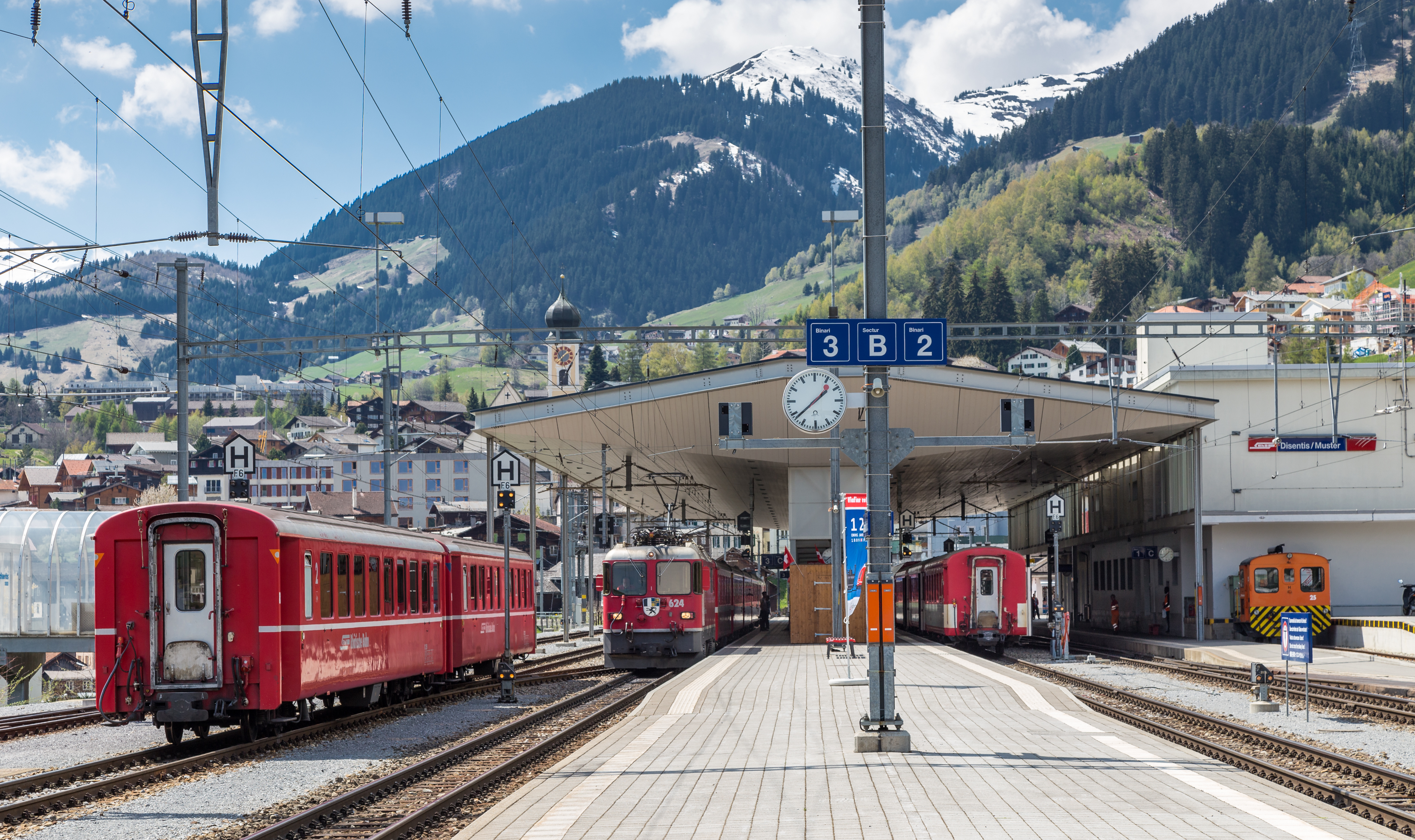
디젠티스/무쉬테역

지자체에는 디젠티스/무쉬테역, 아클라다 폰타우나(Acla da Fontauna), 제그나스(Segnas)와 뭄페 투예치(Mumpé Tujetsch)의 4개 기차역이 있다. 첫 번째는 라이헤나우-타민스-디젠티스/무쉬테선과 푸르카 오버알프선의 교차점에 위치하며, 후자의 3개 노선은 푸르카 오버알프선의 서쪽에 위치한다. 그들 사이에는 스쿠올-타라스프, 체르마트, 안데르마트, 생모리츠까지 정기 운행편이 있다.